# Andrzej Dobrucki
Andrzej Bogdan Dobrucki (ur. 1949 r.) – polski inżynier elektronik. Absolwent z 1971 Politechniki Wrocławskiej. Od 2007 r. profesor na Wydziale Elektroniki Politechniki Wrocławskiej.